# Ludwig Ely
Ludwig Ely (* vermutlich 26. August 1849 in Paris; † 4. Januar 1897 in Wehlheiden) (auch Adolf Louis Ely) war ein deutscher Glasmaler, Sohn des Glasmalers Heinrich Ely (senior) und Zwillingsbruder von Heinrich Ely (junior), mit dem zusammen er die 1854 bis 1912 tätige  Werkstatt nach dem Tod des Vaters fortführte. Die Werkstatt, zunächst in Nantes ansässig, später in Kassel-Wehlheiden, realisierte Verglasungen im damaligen Deutschen Reich, in Frankreich und in den Vereinigten Staaten von Amerika.
Von der Firma Gebrüder Ely stammen u. a. Glasfenster in den ev. Altstädter und Neustädter Kirchen zu Hofgeismar, in der ev. Stadtkirche zu Homberg und in der ev. Stadtkirche von Wanfried.